# Noukhashshe
Noukhashshe ou Nuhasse (Nuḫašše) est un ensemble de régions steppiques au sud d'Alep qui se situe entre l'Oronte et l'Euphrate. Ces régions figurent sur l'itinéraire des caravanes entre le Hatti et l'Égypte. Ces caravanes marchandes passent par Kizzuwatna, Alep, Noukhashshe et Qadesh. Le territoire de Noukhashshe borde les royaumes de Kadesh (Qadesh) et Mukish.

## Situation géographique

La Syrie à l'époque de la bataille de Qadesh.

Noukhashshe, Nukhashshe, Nuhashshe, Nuhasse, Nuhassi, Nouhasse, Nouhassi, Nuhassa, Nukasse, Nukhash, Nuhash, Nukhashe, Noukhashe, Nugase, Nugassi ou encore Nugassé constitue, durant l'Antiquité, un ensemble de régions steppiques à l'ouest de l'Euphrate et à l'est de l'Oronte et se situe entre Hamath et Alep. Il s'agirait aussi du nom donné au chef-lieu de ce territoire. Ces régions sont localisées dans l'actuelle Syrie. Certains lieux sont clairement identifiés comme appartenant à la « province » du Nuhasse tel que Sehlal qui est un bourg et Ukulzat, Abina, Qadume et Irkilli qui sont des villes de cette région.
Noukhashshe a souvent été en conflit avec ses voisins comme l'Égypte, le Mitanni (Hanigalbat ou encore le Royaume des Hurris) et le Royaume du Hatti (les Hittites). Les sources parlant de Nuhasse sont fort concentrées sur la période du XVIe au XIIIe siècle.
Noukhashshe est principalement mentionnée dans des textes syriens (archives de Mari et Alalakh VII), dans les lettres d'El Amarna ainsi que dans deux Annales, écrites à la demande de Mursili II (Mursil) et évoquant le règne de son père, Suppiluliuma Ier.

## Histoire

### L'origine culturelle et historique de Noukhashshe
Son origine historique reste floue mais on remarque que cette région est fort influencée par les Hurrites, le royaume du Mitanni. Les habitants du Nuhasse pourraient donc avoir des origines communes avec eux et pourraient provenir de la ville d'Urkis en haute-Mésopotamie. Ils seraient apparentés aux Ourartéens. Ces derniers seraient apparus dès 2400 av. J.-C. Les gens de Nuhasse auraient été influencés culturellement par les Asianiques et les Sémites. On remarque aussi une similitude avec la langue et les divinités indiennes. Il s'agirait d'une culture indo-aryenne. Pour conclure, Noukhashshe proviendrait de la même origine que le Mitanni ou du moins serait fort liée à celle-ci.

### De la domination par le Mitanni à celle de Mursili II, roi des Hittites

#### Noukhashshe de 1500 à 1450av. J.-C.
Durant cette période, Noukhasse devient un vassal du royaume hourrite/mitannien et est considérée comme une principauté. C'est Saustatar I qui englobe la région à son royaume. Pour renforcer les liens d'amitié entre Noukhasse et lui, Saustatar I va agrandir les frontières de la région.

#### Noukhashshe de 1450 à 1340av. J.-C.
Vers 1450 av. J.-C., le Mitanni perd une partie de ses territoires en Syrie dont le Nuhasse. Cette région est disputée entre les Hittites et les Égyptiens.
Finalement, l'Égypte prend le dessus, mais, vers 1435, Saustatar II du Mitanni reprend progressivement les terres de Syrie qui étaient sous contrôle égyptien. En 1430, il finit sa campagne victorieuse en Syrie, reconfigure l'espace géographique et divise une steppe au sud d'Alep en principautés avec le roi de Noukhasse, sorte de régent de ces dernières. Vers 1397 à 1377 av. J.-C., Thoutmosis III et son fils, Thoutmosis IV, conquièrent des régions de la Syrie comme Noukhasse et le royaume d'Alep. C'est d'ailleurs lors de la neuvième campagne de Thoutmosis III (an 34 de son règne) que la ville de Nougase, chef-lieu du royaume de Noukhashshe, est détruite. Commence alors l'époque de domination égyptienne.
Entre 1377 et 1350, on ne parle pas de Noukhasse.
Les conflits sur ce territoire reprennent vers 1350-1340 av. J.-C. (selon Jacques Freu, ces événements se passent entre -1349 et -1347).
À cette époque, Sarrupsi est roi de Noukhasse et subit des pressions militaires du roi du Mitanni. Il demande alors l'aide du roi du Hatti, Suppiluliuma Ier pour combattre le Mitanni qui l'envahit. Suppiluliuma Ier accepte et part en campagne contre le royaume hurrite. Sarrupsi devient donc vassal du roi hittite.

#### Noukhashshe de 1340 à 1325av. J.-C.
Noukhasse est vassale du roi du Hatti, mais Sarrupsi retourne sa veste et se rallie au Mitanni. Suppiluliuma Ier mate cette rébellion. Sarrupsi meurt assassiné par sa propre famille ou fuit son royaume. Suppiluliuma met alors Nuhasse sous l'influence de la vice-capitale de l'empire hittite, Karkemish,. De 1337 à 1335 av. J.-C., une guerre éclate en Noukhasse, à cause de conflits internes. La population se divise en deux : les uns sont pro-hittites, les autres sont pro-égyptiens. Addunirari de Noukhasse fait partie des belligérants contre le roi du Hatti, Suppiluliuma. Addunirari, étant pro-égyptien, demande l'aide du pharaon, mais celui-ci ne réagit pas.
De 1335 à 1334, se produit l'offensive hittite, menée par le général Zitana, contre le Noukhasse et certaines régions avoisinantes. De 1334 à 1332, Addunirari de Noukhasse se révolte à nouveau, aidé cette fois par ses alliés des royaumes de Mukis et de Nii. Ces derniers attaquent Niqmadu d'Ougarit (Ugarit) qui est un vassal hittite. Le camp d'Addunirari perd la bataille. Tette le Habiru devient le dirigeant de Noukhasse et signe un traité de vassalité avec Suppiluliuma.

#### Noukhashshe de 1325 à 1260av. J.-C.
Durant la guerre de six ans qui oppose les Hittites aux Hourrites (1328 à 1323 av. J.-C.), Suppiluliuma 1er entre en arme dans la région du Nuhasse. En 1321 av. J.-C., Mursili II du Hatti prend le pouvoir. Il met fin aux rébellions qui se produisent dans ses pays vassaux entre 1315 et 1313. Durant cette guerre, le Nuhasse est pro-égyptien et dirigé par Tette le Habiru. Mursili II y envoie donc ses armées pour rétablir l'ordre et renforce par la même occasion ses frontières. Tette perd la guerre et est chassé de son trône. Il se réfugie en Égypte.
À partir de 1312, le Nuhasse va rester sous domination du Hatti jusqu'en 1260 environ. Vers 1270, à la bataille de Qadesh qui opposa les Égyptiens aux Hittites, Noukhashshe est encore mentionnée en tant que région vassale de Muwatalli II.